# Slovacii din Ungaria
Slovacii din Ungaria (în maghiară Magyarországi szlovákok, în slovacă Maďarskí Slováci) sunt al treia grup minoritar ca mărime din Ungaria, după romi și germani. Conform recensământului din 2001, 17.693 persoane adică 0,18% din populația Ungariei s-au declarat de etnie slovacă. Conform unor estimări ale unor organizații ale minorităților numărul cetățenilor Ungariei cu descendență slovacă este între : 100,000 și 110,000 de oameni. Numărul cetățenilor maghiari ce pot purta o conversație în limba slovacă este 56.107.

## Istorie

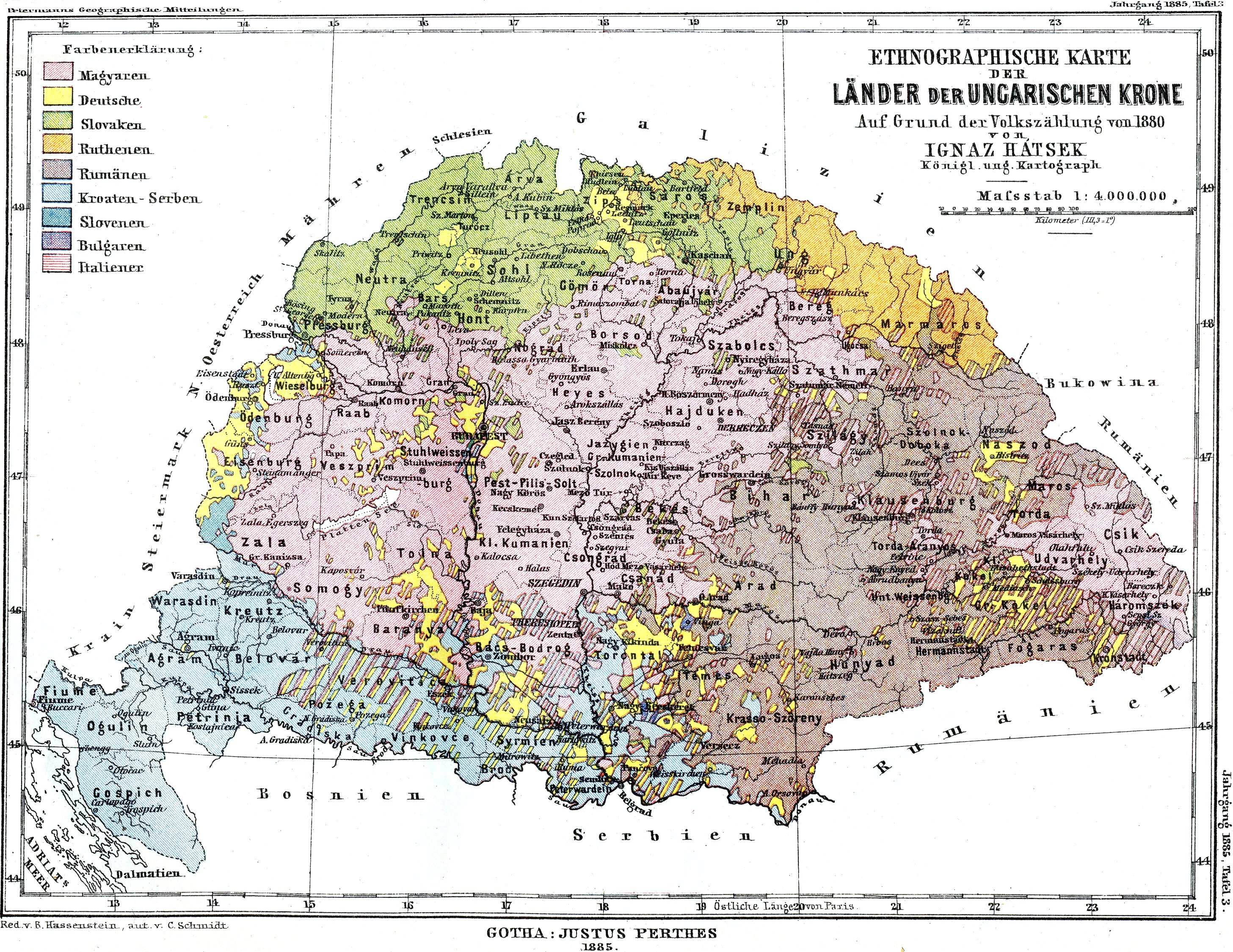
Harta etnică a Ungariei Mari, în care slovacii sunt reprezentați cu verde, iar maghiarii cu roz

Harta lingvistică a Cehoslovaciei, observându-se maghiarii și slovacii ce rămăseseră în afara graniței post-trianonice

Slovacii au fost prezenți pe teritoriul Ungariei medievale, încă din perioada primelor migrații slave constituind o parte a unității statale slave Moravia Mare. Fiind un grup etnic ce se ocupa cu agricultura, slovacii au trecut printr-un încet proces de maghiarizare în perioada Regatului Ungariei, iar mai apoi de germanizare în perioada habsburgică. Până în secolul al XVII-lea, slovacii erau concentrați doar în partea nordică a Regatului Ungariei, mai târziu emigrând și în alte zone ale regatului. Astfel, au apărut comunități în Voivodina, Crișana și în orașul Nădlac. După înfrângerea Ungariei în Primul Război Mondial și semnarea tratatului de la Trianon partea nordică a Ungariei (populată majoritar de slovaci și ruteni) a fost alipită Cehoslovaciei. Cu toate că partea sudică a Slovaciei era majoritar maghiară, 399.176 (5%) de slovaci rămăseseră în afara graniței, în Ungaria, conform recensământului din 2001. După al Doilea Război Mondial a avut loc un schimb de populație între Ungaria și Cehoslovacia, în care 73.000 de slovaci din Ungaria fuseseră mutați în Cehoslovacia, în casele a cca. 73.000 de maghiari din Cehoslovacia ce au fost mutați în satele șvabilor dunăreni deportați din Ungaria în Uniunea Sovietică.

## Demografie
| 1949   | 1960   | 1970   | 1980   | 1990   | 2001   |
| ------ | ------ | ------ | ------ | ------ | ------ |
| 25 988 | 30 690 | 21 176 | 16 054 | 10 459 | 17 693 |

În Ungaria se pot distinge 2 comunități slovace: una în nord în jurul graniței cu Slovacia și una în sud în apropierea graniței cu România și Serbia.
- În prezent slovacii nu sunt majoritari în nicio localitate din Ungaria, totuși sunt o minoritate importantă în localitățile: Pilisszentkereszt (20,44%), Erdőkürt (22,85%), Répáshuta (33,49%), Bichișciaba (4,39%), Örménykút (26,69%), Tótkomlós (19,8%), Kardos (29,98%).

## Limbă
Slovacii din Ungaria pot fi considerați bilingvi deoarece vorbesc atât limba maghiară cât și limba slovacă. Dialectele limbii slovace vorbit de slovacii sudici și al celor din Crișana s-au diferențiat mult de limba slovacă standard primind mult mai multe influnțe maghiare la care se adaugă și influențe romanești și sârbești, ei uneori auto-denumindu-se Nădlăceni, respectiv Tăuți/Tóth.
- Numărul cetățenilor maghiari ce pot purta o conversație în limba slovacă este 56.107, însă majoritatea vorbitorilor de slovacă sunt etnici maghiari ce au emigrat în Ungaria din Slovacia.
- Limba slovacă este una dintre cele 6 limbi minoritare recunoscute din Ungaria.

## Relgie

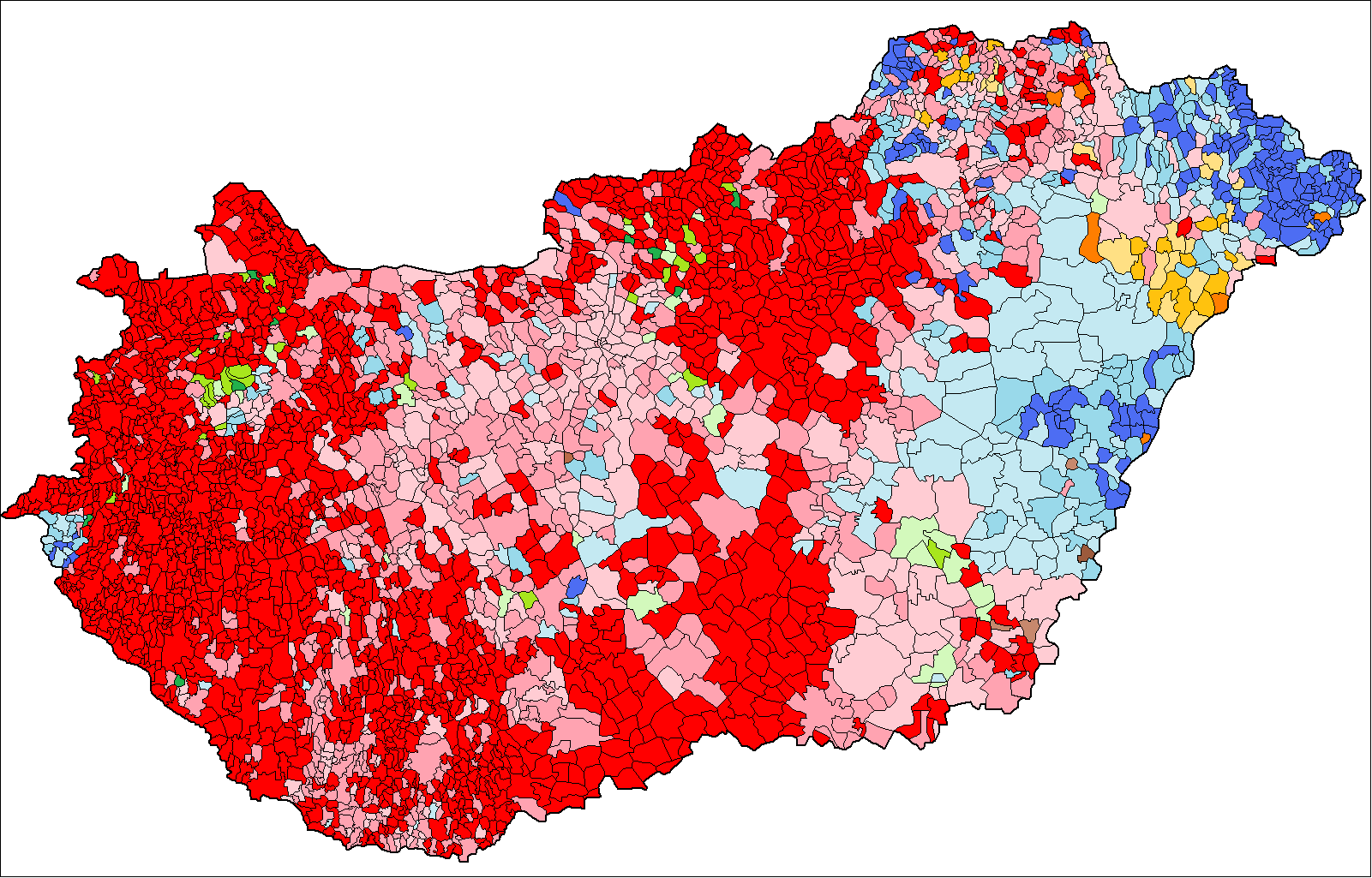
Harta religiilor din Ungaria: roșu - romano-catolici, albastru - reformaţi, verde - evanghelici, oranj - greco-catolici, maro - alții

La recensământul din 2001 cetățenii ce s-au declarat de etnie slovacă, și-au declarat apartenența confesionala ca: 46,6%catolici, 29,9% Evanghelici, 4,8% Reformați, 2,5% alt cult, 10,7% atei sau non-religioși, iar 4,6% nu au dorit să-și declare religia.
- Slovacii din apropierea graniței cu Slovacia sunt majoritar catolici.
- Slovacii din sudul Ungarei au trecut la Biserica Evanghelică asemenea slovacilor din Nădlac.

## Personalități
- Sándor Petőfi (cu toate că el se considera maghiar, mama sa, Mária Hrúz, era de origine slovacă)
- Ľudovít Augustín Haan (Haan Lajos) - pastor evanghelic
- János Jankó - pictor
- László Kubala (Ladislav Kubala) - fotbalist
- Sámuel Tessedik (Samuel Tešedík) - pastor evanghelic
- Pál Závada - scriitor
- György Melis - cântăreț de operă